# Gimnasio Gilberto Roque Morales
El Gimnasio Gilberto Roque Morales es un domo o pabellón multiusos ubicado en el Municipio Maturín de la ciudad venezolana del  mismo nombre, capital del oriental Estado Monagas. Forma parte del Complejo Polideportivo de Maturín. Tiene una capacidad para albergar hasta 3500 espectadores y fue entre 2005 y 2008 sede de una de las franquicias de la Liga Profesional de Baloncesto de Venezuela, denominada en ese periodo Gatos de Monagas. En 2005 el equipo Toros de Aragua tuvo problemas con su sede en la ciudad de Maracay, en el centro de Venezuela, por lo que sus dueños decidieron mudar la sede a la ciudad de Maturín, y adoptar un nuevo nombre. En 2008 un acuerdo entre el equipo y el gobierno del Estado Aragua hizo posible el regreso del equipo a su sede original en Maracay.
Para la temporada 2024 de la SPB se convirtió en la sede del equipo 11 veces campeón del Baloncesto Profesional Venezolano: Marinos de Oriente.